# Théories du complot sur les attentats de Madrid du 11 mars 2004
 (avril 2018).

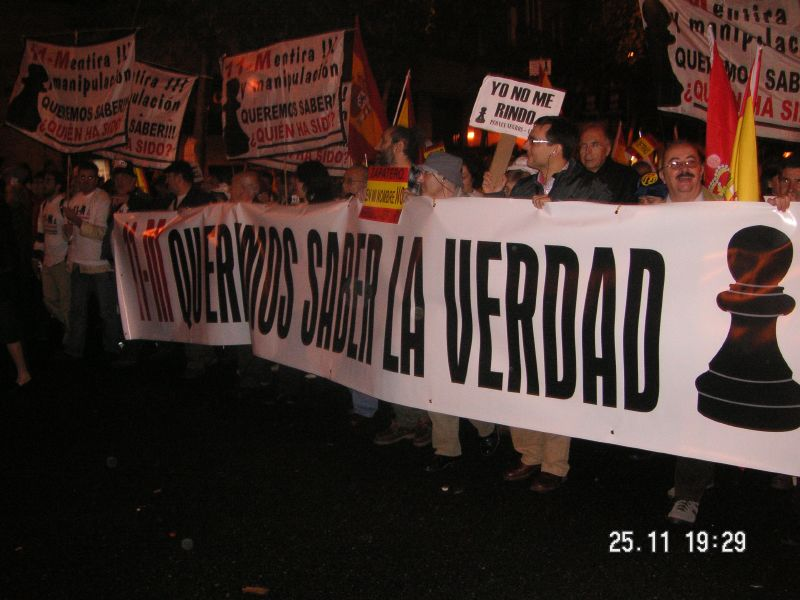
Pancarte des Peones Negros à la manifestation de l'association des victimes du terrorisme du 25 novembre 2006 contre le gouvernement de José Luis Rodríguez Zapatero. La pancarte dit: "11-M Queremos saber la verdad=11 mars nous voulons connaître la vérité".

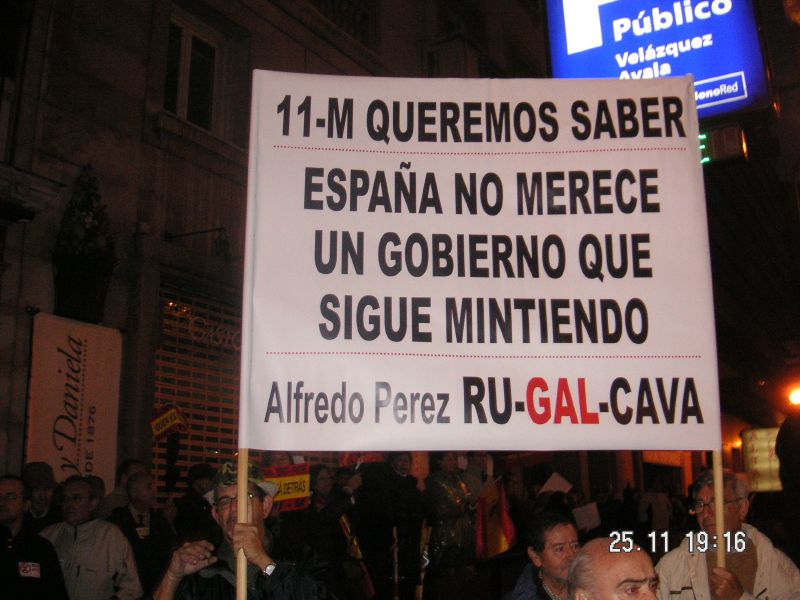
Même manifestation, la pancarte insinue que le ministre de l'intérieur Alfredo Pérez Rubalcaba ment sur le 11-M, tout comme il mentait supposément sur les GAL".

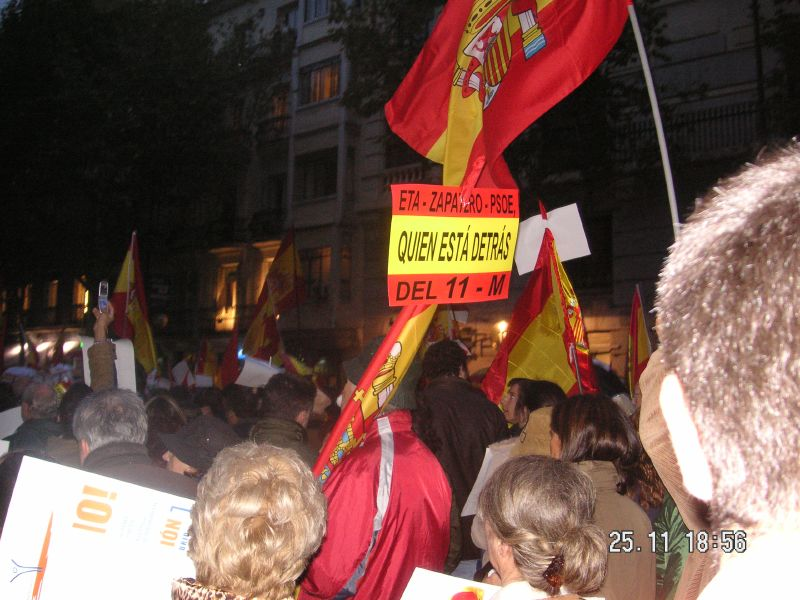
Même manifestation. La pancarte, dit "ETA - Zapatero - PSOE: ¿Quién está detrás del 11-M"=Qui est derrière le 11-M.

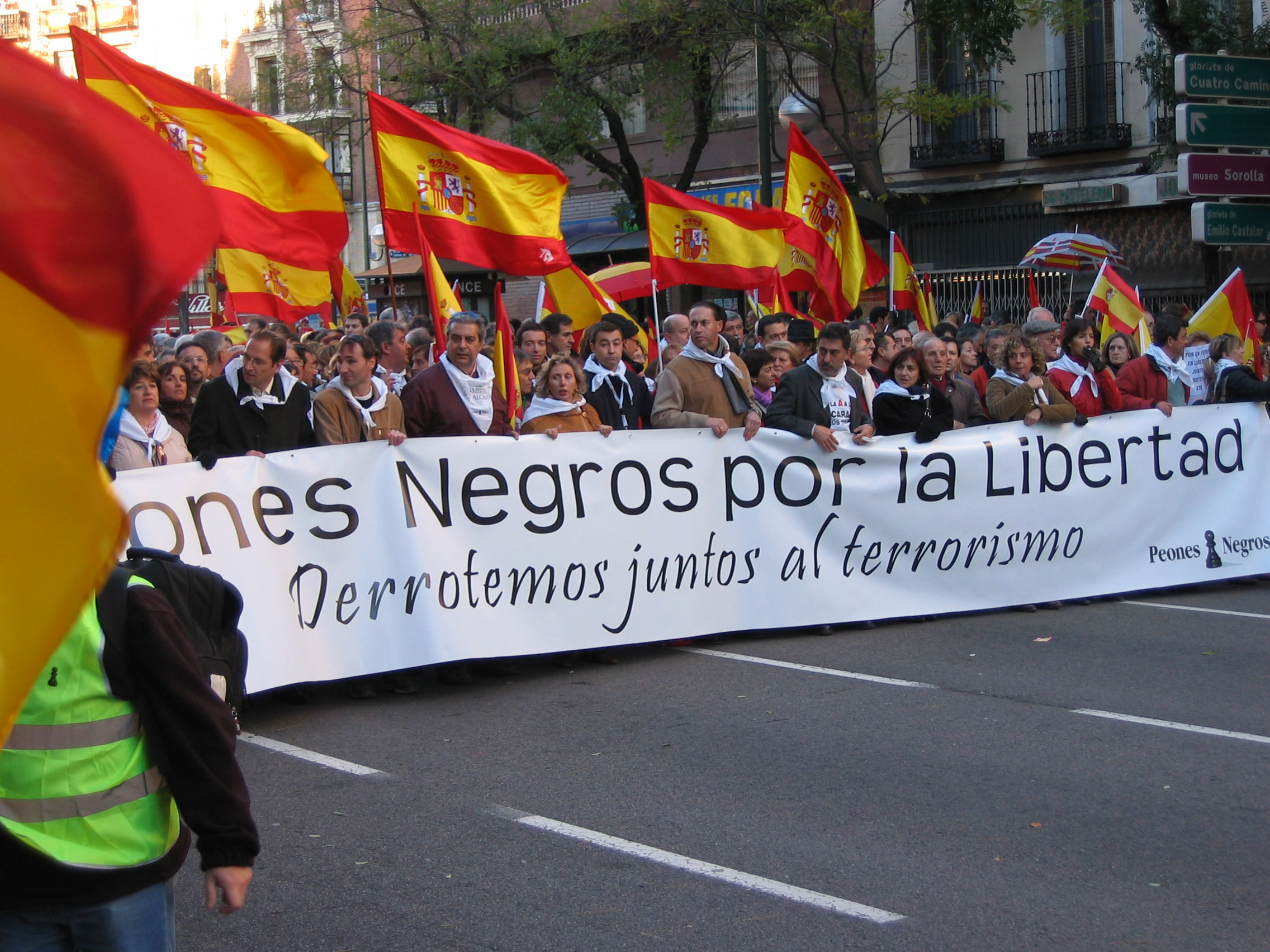
Pancarte des Peones Negros à la manifestation de 2007 de l'association des victimes du terrorisme en Madrid

Les théories du complot sur les attentats de Madrid du 11 mars 2004 apparaissent immédiatement après les attentats, colportées par l'association des peones negros (pions noirs, en référence au jeu d'échecs), par l'association des victimes du terrorisme, par Luis del Pino et par le média Libertad Digital. Francisco José Alcaraz est l'un des principaux promoteurs de ces théories,,.

## Description
Ces théories s'exercent particulièrement sur les axes suivants :
- la nature des explosifs utilisés,
- l'implication de l'ETA,
- les théories de Luis del Pino,
- les théories de Fernando Múgica Goñi,
- les preuves officielles : le sac à dos de Vallecas, la Renault Kangoo, la Škoda Fabia,
- les investigations complémentaires du procureur Torres-Dulce, effectuées 10 ans après.

## Conséquences
- L'épouse du commissaire Rodolfo Ruiz se suicida à la suite des pressions exercées contre sa famille à propos de la version officielle[4].
- La présidente de l'Asociación 11-M Afectados del Terrorismo, Pilar Manjón — dont le fils est mort durant l'attentat — a reçu des menaces et des insultes anonymes pendant au moins 10 ans après l'attentat, pour ne pas accorder crédit à ces théories[5].